# (67268) 2000 EC184
(67268) 2000 EC184 è un asteroide della fascia principale esterna. Scoperto nel 2000, presenta un'orbita caratterizzata da un semiasse maggiore pari a 2,842471 UA e da un'eccentricità di 0,103555, inclinata di 10,166980ª rispetto all'eclittica. Ha un diametro di 3,960 km e un'albedo di 0,134.
Fa parte della famiglia di asteroidi 1993 FY12.